# ロジャー・スカーレット
ロジャー・スカーレット（Roger Scarlett）は、アメリカ合衆国の推理作家。ドロシー・ブレア（Drothy Blair、1903年 - 1976年?）とイヴリン・ペイジ（Evelyn Page、1902年 - 1977年）という女性二人の合同ペンネーム。二人の関係性は、分かっていない。
1930年、ダブルデー社より『ビーコン街の殺人』でデビュー。

## 評価
「本国ではすっかり忘れ去られたB級作家でありながら不思議とわが国では知名度が高い作家の典型」と『世界ミステリ作家事典』で述べられている。

## 作品

### 推理小説
- ビーコン街の殺人 The Beacon Hill Murders (1930)
  - 論創社 論創海外ミステリ72、2007年、板垣節子訳
- 白魔 Back-Bay Murder Mystery (1930)
  - 論創社 論創海外ミステリ156、2015年、板垣節子訳
- 猫の手 Cat's Paw  (1931)
  - 新樹社 エラリー・クイーンのライヴァルたち4、2000年、村上和久訳
- エンジェル家の殺人 Murder Among the Angells  (1932)
  - 東京創元社 世界推理小説全集37、1956年、西田政治訳
  - 東京創元社 創元推理文庫、1987年、大庭忠男訳

　　 江戸川乱歩はこの作品を『三角館の恐怖』（1951年）として翻案している。
- ローリング邸の殺人 In the First Degree　(1933)
  - 論創社 論創海外ミステリ34、2005年、板垣節子訳

### ペイジ単独作品
- The Chestnut Tree （1964）
- American Genesis （1973）